# O (De Staat)
O is het vierde album van de Nijmeegse band De Staat en is de opvolger van de EP Vinticious Versions uit 2014. O werd uitgebracht in januari 2016. De albumhoes bestaat uit een witte cirkel op een blauwe achtergrond. Deze simplistische hoes verschilt veel van eerdere hoezen van de band. Op 28 maart van 2016 werd het tot Beste Album uitgeroepen bij de 3FM Awards.
| Nr. | Titel                            | Duur  | Opmerkingen                                          |
| --- | -------------------------------- | ----- | ---------------------------------------------------- |
| 1   | Peptalk                          | 3:57  |                                                      |
| 2   | Make The Call, Leave It All      | 4:18  | Werd op 12 februari 2016 uitgeroepen tot 3FM Megahit |
| 3   | Get On Screen                    | 4:17  |                                                      |
| 4   | Murder Death                     | 5:03  |                                                      |
| 5   | Blues Is Dead                    | 3:06  |                                                      |
| 6   | Baby                             | 4:05  |                                                      |
| 7   | Time Will Get Us Too             | 6:23  |                                                      |
| 8   | Round                            | 3:34  |                                                      |
| 9   | Life Is A Game (Ladadi Ladadada) | 2:46  |                                                      |
| 10  | Systematic Lover                 | 4:03  |                                                      |
| 11  | Help Yourself                    | 2:44  |                                                      |
| 12  | She's With Me                    | 4:34  |                                                      |
|     | Totale duur                      | 48:46 |                                                      |